# Begonia sect. Quadriperigonia
Begonia secc. Quadriperigonia  es una sección del género Begonia, perteneciente a la familia de las begoniáceas, a la cual pertenecen las siguientes especies:

## Especies
| - Begonia angustiloba - Begonia anodifolia - Begonia balmisiana - Begonia biserrata - Begonia boissieri - Begonia bulbillifera - Begonia dealbata - Begonia fusibulba - Begonia gracilior | - Begonia gracilis - Begonia ornithocarpa - Begonia palmeri - Begonia pedata - Begonia portillana - Begonia rhodochlamys - Begonia sandtii - Begonia tapatia - Begonia thyrsoidea - Begonia uruapensis |